# Clinton (Iowa)

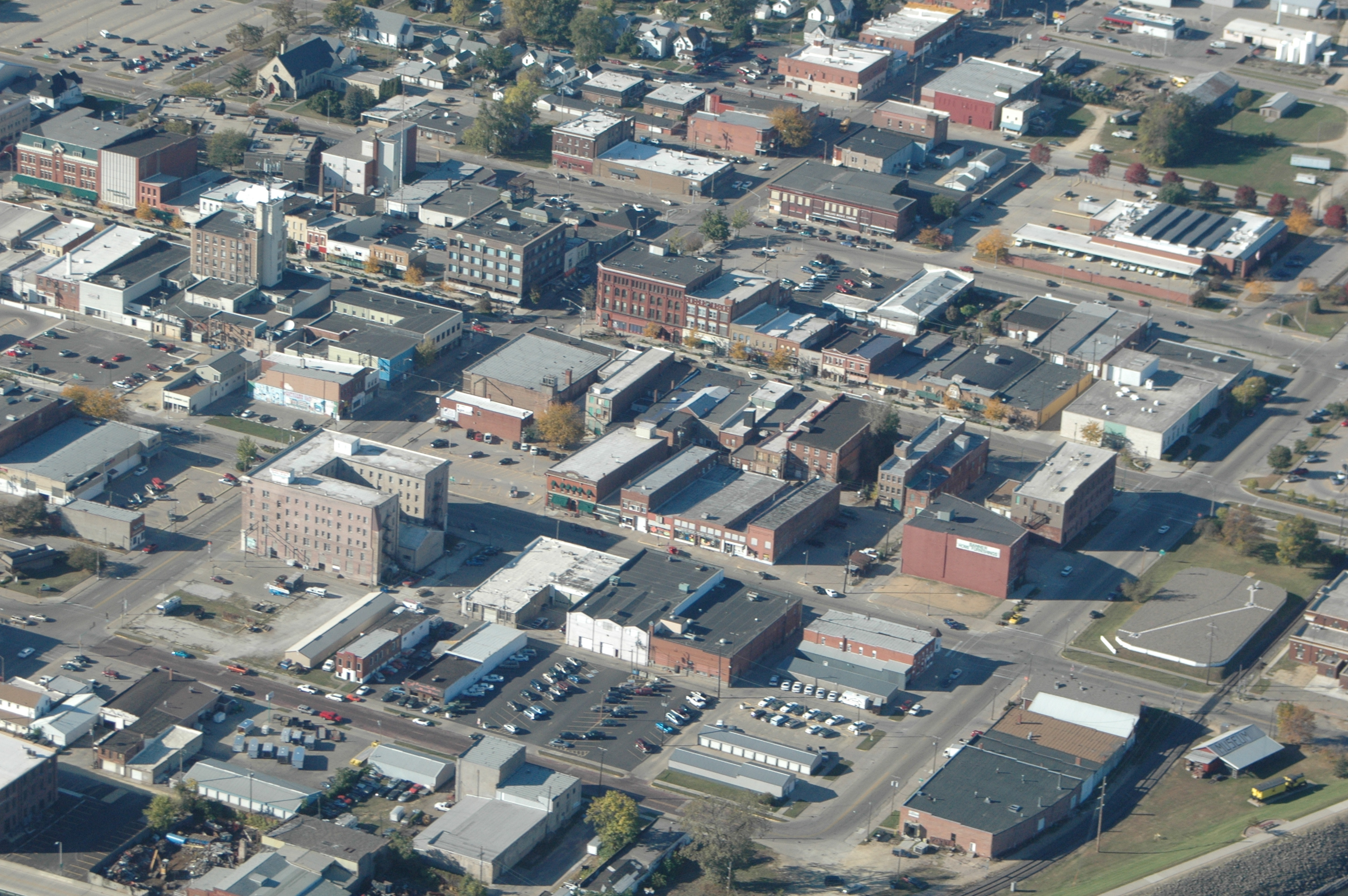
Downtown van Clinton

Clinton (Iowa) is een plaats (city) met circa 27.000 inwoners in het oosten van de staat Iowa in de Verenigde Staten van Amerika.
De stad ligt op de westoever van de Mississippi. Aan de overkant van de rivier ligt het stadje Fulton en daar begint ook de staat Illinois. Clinton heeft een universiteit en een gerechtshof. De stad is een belangrijk centrum in het verzorgingsgebied voor de omliggende plaatsen in zowel Iowa als Illinois.

## Plaatsen in de nabije omgeving
De onderstaande figuur toont nabijgelegen plaatsen in een straal van 16 km rond Clinton.

## Geboren
- David Hilmers (1950), astronaut